# 自然辩证法
《自然辩证法》（德语：Dialektik der Natur）是1883年德國哲学家弗里德里希·恩格斯一部尚未完成的著作。在这部作品中，恩格斯总结了自己多年来对自然科学研究，将马克思主义观点，尤其是辩证唯物主义，应用到了科学上，对19世纪中期的主要自然科学成就用辩证唯物主义的方法进行了概括，并批判了自然科学中的形而上学和唯心主义观念。该作品反映了恩格斯思想的自然观和自然科学观，体现了他的马克思主义哲学和恩格斯思想的世界观、认识论、方法论的统一，构成马克思主义哲学的一个组成部分。恩格斯的《自然辩证法》所开创的研究领域。自然界本身的辩证法是通过自然科学和技术的发展日益被揭示出来的，两个方面的研究密切相联，不可分割的。
《自然辩证法》在恩格斯生前从没有发表过，在他去世后1896年发表了其中一篇论文《劳动在从猿到人转变过程中的作用》，1898年发表了其中另一篇论文《神灵世界中的自然科学》。直到1925年才在前苏联出版的德文和俄文译本对照的《马克思恩格斯文库》中全文发表。

## 写作背景
恩格斯原准备写成一部巨著，为此仔细研究了大量文献，写了十几篇论文和170多个札记。从1873年开始写作，1878年以前，他要写作《反杜林论》，因此只是为本书收集材料。1878年以后，他开始正式写作，写了大部分论文和片段，并拟订全书计划草案，写了导言。1883年马克思去世，恩格斯全力于完成马克思的《资本论》出版校对工作，还承担起主要领导国际工人运动的责任，没有时间继续写作，虽然后来陆续还写到1886年，但再也没有能继续写，直到1895年他去世。
目前出版的是基于恩格斯遗留下的四束材料，除去其中显然和《自然辩证法》无关的几篇札记，共包括十篇论文，169段札记，两个计划草案，共有181部分。其中包括辩证法、数学、力学和天文学、物理学、化学、生物学、社会科学等各方面的内容，对物质运动形式的分类，对科学历史、自然科学和哲学的关系等的见解。全面阐述了马克思主义用辩证唯物主义方法对自然科学研究的观念，对过去自然科学发现的总结和对未来科学发展的預測。

## 评论
1928年，爱德华·伯恩斯坦曾让爱因斯坦阅读了恩格斯的《自然辩证法》手稿， 爱因斯坦阅读完毕后曾做出这样的评价：“爱德华·伯恩斯坦先生把恩格斯的一部关于自然科学内容的手稿交给我，托付我发表意见，看这部手稿是否应该付印。我的意见如下：要是这部手稿出自一位并非作为一个历史人物而引人注意的作者，那么我就不会建议把它付印，因为不论从当代物理学的观点来看，还是从物理学史方面来说，这部手稿的内容都无足轻重。可是，我可以这样设想：如果考虑到这部著作对于阐明恩格斯的思想的意义是一个有趣的文献，那是可以出版的。”“爱德华·伯恩斯坦送来全部手稿要我出主意，我的评价是对全部手稿而说的。我坚信，要是恩格斯本人能够看到，在这样长久的时间之后，他的这个谨慎的尝试竟被认为具有如此巨大的重要性，他会觉得好笑。”

## 中文翻譯與研究
1928 年春潮書店曾出版《勞動在從猿到人轉變過程中的作用》單行本。杜畏之1925年翻譯《自然辯證法》，1932年8月上海神州國光社出版。1950年，三聯書店出版了鄭易里譯本 《自然辩证法》。
經濟學家于光遠在清華物理系畢業後，轉赴南方，最後來到延安，沿路研究《自然辯證法》。1940年2月，陝甘寧邊區自然科學研究會在延安成立，該學會組織了衣蛾自然辯證法研究小組，由徐特立、于光遠主持。當時于光遠兼任延安中山圖書館主任，在中山圖書館舉行了多次“自然辯證法座談會”。為了學習需要，于光远從德文翻譯了恩格斯《自然辯證法》一書的大部分文章，並將《總的計劃草案》、《勞動在從猿到人演變過程中的作用》等在延安的報刊上陸續發表。
據說在抗日戰爭和第二次国共内战期間，不論走到哪裡，于光遠都把恩格斯的《自然辯證法》原文和譯稿放在身邊。20世紀50年代初，于光遠的清華同學曹葆華組建了中宣部編譯處（為馬恩列斯著作編譯局的前身），于光遠把他的《自然辯證法》譯稿交給了他。曹與謝宁以此為基礎，完成了翻譯。1955年2月，于光遠、曹葆華和謝宁翻譯的《自然辯證法》新譯本由人民出版社出版，大量發行。此後，于光遠繼續重新編譯《自然辯證法》。1973至1974年從幹校回京後，他对《自然辯證法》的譯文從頭到尾校對了一遍，並查驗了德文本和英文本，於1977年再作校譯。然後，他根据恩格斯的研究和寫作計劃，對原譯本的結構重新調整，補充了漏收的札記，並請中國社會科學院自然辯證法研究室重新寫了注釋。這一新編《自然辯證法》於1984年由人民出版社出版。